# High Fidelity (serie de televisión)
High Fidelity es una serie de televisión web de comedia romántica estadounidense, basada en la novela de 1995 del mismo nombre de Nick Hornby, que se estrenó en Hulu el 14 de febrero de 2020. En agosto de 2020, la serie fue cancelada después de una temporada.

## Sinopsis
High Fidelity sigue a la «máxima fanática de la música, dueña de una tienda de discos obsesionada con la cultura pop y las listas del Top 5» en el barrio de Crown Heights.

## Elenco y personajes

### Principal
- Zoë Kravitz como Robyn «Rob» Brooks,[4][5] la dueña del Championship Vinyl que lucha con una vida de relaciones fallidas.
- Jake Lacy como Clyde[5]
- Da'Vine Joy Randolph como Cherise,[5] una empleada de Championship Vinyl y una de las mejores amigas de Rob.
- David H. Holmes como Simon,[5] un empleado de Championship Vinyl y el otro mejor amigo de Rob, que también es la historia de su rompimiento #3.

### Recurrente
- Kingsley Ben-Adir como Russell «Mac» McCormack, el último exnovio de Rob que le rompió el corazón y la historia de su rompimiento #5
- Rainbow Sun Francks como Cameron Brooks, el hermano de Rob.
- Nadine Malouf como Nikki Brooks, La esposa embarazada de Cameron y la cuñada de Rob.
- Edmund Donovan como Blake

### Invitado
- Parker Posey como Noreen Parker, una artista del Upper West que quiere vender la colección de vinilos de su esposo.
- Clark Furlong como Kevin Bannister, la historia de su rompimiento #1, cuando estaba en la escuela secundaria.
- Ivanna Sakhno como Kat Monroe, la historia de su rompimiento #2.
- Justin Silver como Justin Kitt, la historia de su rompimiento #4.
- Thomas Doherty como Liam Shawcross, un joven músico escocés.
- Jack Antonoff como el mismo
- Debbie Harry como ella misma

## Producción

### Desarrollo
El 5 de abril de 2018 se anunció que Disney estaba desarrollando una adaptación de la serie de televisión de la película de 2000 High Fidelity, escrita por Veronica West y Sarah Kucserka con la intención de distribuirla a través de su entonces desconocido servicio de streaming, ahora conocido como Disney+. Las compañías de producción involucradas en la serie incluyen a Midnight Radio y ABC Signature Studios. El 24 de septiembre de 2018 se anunció que Disney había ordenado la producción de la serie, con una temporada de 10 episodios. La serie fue producida por West, Kucserka, Josh Appelbaum, Andre Nemec, Jeff Pinkner, Scott Rosenberg, y Zoë Kravitz. El 9 de abril de 2019, Disney anunció que la serie se trasladaría de Disney+ a Hulu. En julio de 2019, durante una entrevista, Natasha Lyonne anunció que dirigirá un episodio de la serie. El 5 de agosto de 2020, Hulu canceló la serie después de una temporada.

### Casting
Junto con el anuncio de la producción de la serie, se anunció que Zoë Kravitz, cuya madre Lisa Bonet apareció en la adaptación cinematográfica del 2000, sería la protagonista de la serie. El 22 de abril de 2019, se anunció que Jake Lacy se había unido al elenco principal de la serie. El 17 de mayo de 2019, se anunció que Da'Vine Joy Randolph y David Holmes se habían unido al elenco principal de la serie. En el mismo mes, se anunció que Kingsley Ben-Adir sería invitado especial en la serie.

### Rodaje
El rodaje comenzó alrededor de julio de 2019 en Brooklyn.

## Lanzamiento

### Marketing
La primera muestra de imágenes se publicó a finales de octubre de 2019 con el anuncio de la fecha de estreno de la serie. El primer avance de la serie se estrenó el 20 de diciembre de 2019.

### Distribución
La serie se estrenó el 14 de febrero de 2020. Los primeros tres episodios también se emitieron el 16 de marzo de 2020, en Freeform. Internacionalmente, la serie se estrenó en Canadá el 21 de febrero de 2020 en Starz. En Australia se estrenó el 1 de mayo de 2020 en ABC iview y ABC Comedy. En Latinoamérica y Reino Unido se estrenó el 10 de septiembre de 2020 en Starz Play.

## Recepción
En Rotten Tomatoes la serie tiene un índice de aprobación del 86%, basado en 71 reseñas, con una calificación promedio de 7.79/10. El consenso crítico del sitio dice, «Aunque se salta el ritmo ocasional, la nueva visión de High Fidelity sobre un tema familiar es tan ingeniosa como cargada emocionalmente, dando a la encantadora y cascarrabias Zoë Kravitz mucho espacio para brillar». En Metacritic, tiene un puntaje promedio ponderado de 70 sobre 100, basada en 28 reseñas, lo que indica «críticas generalmente favorables».